# L. F. Ståhlberg & Co bordknifsfabrik

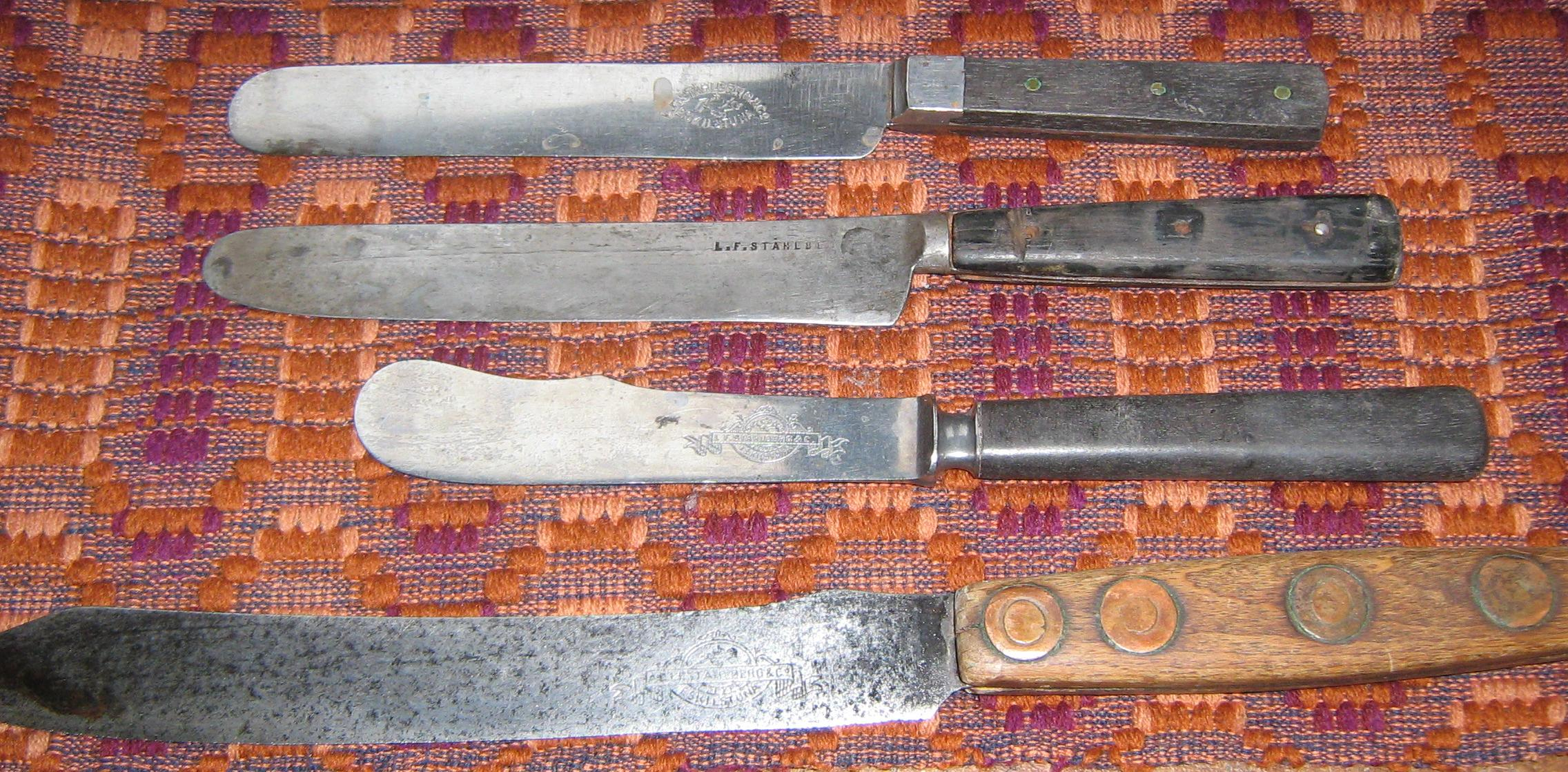
En smörkniv, två bordsknivar och en förskärare av L. F. Ståhlbergs produktion.

L. F. Ståhlberg & co, tidigare L. F. Ståhlberg & Co bordknifsfabrik, var en fabrik för tillverkning av stålmanufakturvaror i Eskilstuna.
Anders Ståhlberg gick i lära som bordsknivsmed vid Tunafors bruk och blev 1800 egen mästare och satte då upp en fabrik för tillverkning av bordsknivare i Eskilstuna fristad. 1829 hade han fem gesäller och lika många lärpojkar. 1859–1860 lät han uppföra en räcksmedja med två hammare för smidning av bordsknivar och gafflar. Då han 1865 övergick från att fila knivskaften i skruvstäd till att polera dem på slipsten kom dagsproduktionen att mer än femdubblas.
Den 2 januari 1836 ingick Anders Ståhlberg och Lars Fredrik Ståhlberg (1812-1890) i bolag om tillverkning av knivar under firmanamnet A. Ståhlberg & Son. 1843 övertog Lars Fredrik ensam rörelsen. 1 oktober 1845 förvärvades tomt, och 1852 meddelas i länskalendern att Ståhlberg vid Ståhlfors i Eskilstuna, anlagt verkstad för finare smiden med vattendrift och ett sliphus efter engelsk metod. 1882 hade fabriken 80 anställda. 1890 övergick fabriken till sonen Lambert Fredrik Ståhlberg och 1915 köptes fabriken av konkurrenten i Tunafors, Eskilstuna Jernmanufaktur AB.
Vid den första världsutställningen, Londonutställningen 1851, ställdes Eskilstunaindustrins produkter ut och där var till exempel L.F. Ståhlberg representerad. Tillverkningarna vid bordknivsfabriken ställdes ut i Stockholm 1851, 1866 och 1868, i Paris 1855 och 1867, i Malmö 1865 och 1881, i Boulogne 1866, Köpenhamn 1872 och i Wien 1873.